# Manuel Akanji
Manuel Obafemi Akanji vagy Manuel Akanji (Neftenbach, Zürich kanton, 1995. július 19. –) svájci válogatott labdarúgó, az angol Manchester City hátvédje.

## Pályafutása

### Klubcsapatokban
A Winterthur csapatában nevelkedett, majd a felnőttek között is bemutatkozott és innen igazolta le 2015-ben a svájci FC Basel. Április 15-én bejelentették, hogy a 2015–16-os szezontól a svájci klubban fog szerepelni. Szeptember 26-án az FC Lugano ellen debütált az élvonalban. 8 bajnokin lépett pályára a szezon során és bajnoki címet ünnepelt a klubbal. 2018. január 15-én 2022 nyaráig írt alá a német Borussia Dortmund együtteséhez.

### A válogatottban
2017. július 9-én mutatkozott be a svájci válogatottban a feröeri válogatott elleni 2018-as labdarúgó-világbajnokság selejtező mérkőzésén. 2024. június 7-én bekerült Murat Yakın szövetségi kapitány 26 fős keretébe, akik utaznak az Európa-bajnokságra.

## Statisztikái

### A válogatottban
| Válogatott | Év       | Pályára lépés | Gól |
| ---------- | -------- | ------------- | --- |
| Svájc      | 2017     | 4             | 0   |
| Svájc      | 2018     | 9             | 0   |
| Svájc      | 2019     | 9             | 0   |
| Svájc      | 2020     | 3             | 0   |
| Svájc      | 2021     | 13            | 0   |
| Svájc      | 2022     | 9             | 2   |
| Svájc      | 2023     | 4             | 0   |
| Összesen   | Összesen | 51            | 2   |

#### Góljai a válogatottban
| # | Időpont              | Helyszín                                 | Ellenfél      | Gólok | Eredmény | Kiírás                                     |
| - | -------------------- | ---------------------------------------- | ------------- | ----- | -------- | ------------------------------------------ |
| 1 | 2022. szeptember 24. | La Romareda, Zaragoza, Spanyolország     | Spanyolország | 1–0   | 2–1      | 2022–2023-as UEFA Nemzetek Ligája (A liga) |
| 2 | 2022. december 6.    | Loszaíli Nemzeti Stadion, Loszaíl, Katar | Portugália    | 1–4   | 1–6      | 2022-es VB                                 |

## Sikerei, díjai
- FC Basel
  - Svájci bajnok: 2015–16, 2016–17
  - Svájci kupa: 2016–17

- Manchester City
  - Angol bajnok: 2022–23, 2023–2024
  - Angol kupa: 2022–23
  - UEFA-bajnokok ligája: 2022–23